# جبال العمور
جبال العمور هي سلسلة جبلية في الجزائر تقع في وسط البلاد وتشكل جزءا من الأطلس الصحراوي. طولها 100 كم، وعرضـــها 60 كم، تقع بين جبال أولاد نايل شرقا وجبال قصـور غربا ارتفاعهــا 2008 م. وجبال العمور صلة وصل للمناطق السهبية المرتفعة والصحراء، مناخها قـاري وهو أكثر برودة في فصل الشتاء. جبال العمور أو جبل راشد سابقا، ترتبط باسم قبيلة العمـــور، وهي قبيلة عدنانية هلالية عرفت الجبل منذ قرون وهم من أهم بطون الهلاليين . كان جبل العمور قبل مجيء العموريين موطنا لقبيلة بني راشد البربرية.

## التسمية
جبل لعمَور سُمي نسبة إلى قبيلة عربية كبيرة كانت تعرف باسم أولاد لعمور. العمور هم قبيلة من القبائل الكبرى لمنطقة وبالتحديد هي قبيلة هلالية أفلو حيث أنهم من العرب الذين ارسلهم الفاطميون للقضاء على التمرد بالمنطقة وعرفت المنطقة بجبل لعمور نسبة اليهم، إلا أن السكان الاصلين هم بني راشد ثم تأصلت قبيلة بعدهم وهم المعرروفين حاليا باسم الرحامنة وكان سابقا الجبل يعرف بجبل سيدي راشد قبل قدوم العمور إلى المنطقة الذين قادهم أبو العالية من احفاد أولاد سيدي الشيخ. وجميعهم من سكان مدينة أفلو ولاية الأغواط بالجزائر.
قبائل العمور هم من ولد عمرو بن عبد مناف بن هلال من العرب العدنانية من ذرية سيدنا إسماعيل بن إبراهيم عليهما السلام، فهم بذلك إخوة لقبيلة قرة بن عبد مناف التي كانت لها ثورة ضد الدولة الفاطمية في مصر وشرق ليبيا، كما لم يستبعد ابن خلدون بأن يكونوا من عمرو بن روينة بن عبد الله بن هلال. كانت مواطنهم في عهده ما بين جبل أوراس شرقاً إلى جبل العمور المنسوب إليهم من ناحية الحضنة والصحراء يشكلون اليوم أكبر قبيلة في مدينة افلو ولاية الأغواط . وكانوا في عهد ابن خلدون ينقسمون في بطنين كبيرين : قرة وعبد الله.

## الجغرافيا

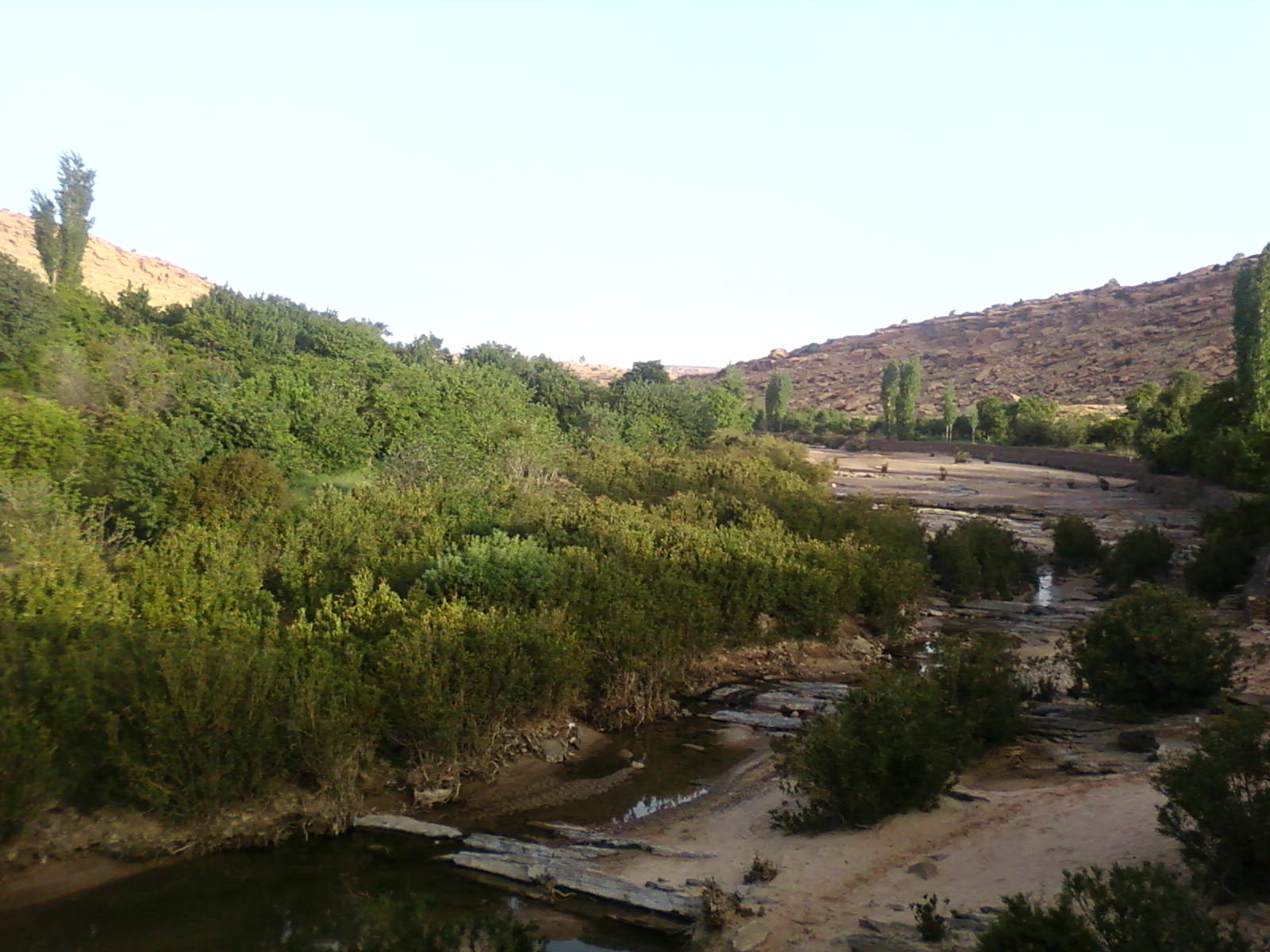
وادي الغيشة الأغواط (الجزائر)

جبال العمور هي جزء من الأطلس الصحراوي. وهي تقع بين جبال القصور في الغرب وجبال أولاد نايل في الشرق، ولكن من الصعب أن ترسم حدودها. فهي تمتد أكثر من مائة كيلو مترا في الطول، من الجنوب الغربي إلى الشمال الشرقي، وعرض 60 كم، وبين الصحراء جنوبا. الأمطار ما بين 300 و 400 ملم في السنة، يتلقى جزءا أساسيا أكثر من 500 ملم . كما أنها غنية بالينابيع، والأودية والبساتين والغابات واضحة حيث لا يزال يعيش بعض الأنواع النادرة مثل الطيور الجارحة
وتقع جبال العمور في مدينة أفلو، واحدة من أعلى البلديات في الجزائر ومن أبرد المناطق في الجزائر، على ارتفاع يقدر بـ 1426 متر. هناك حوالي 35,000 شخص يعيشون في منطقة العمور.